# الحفه

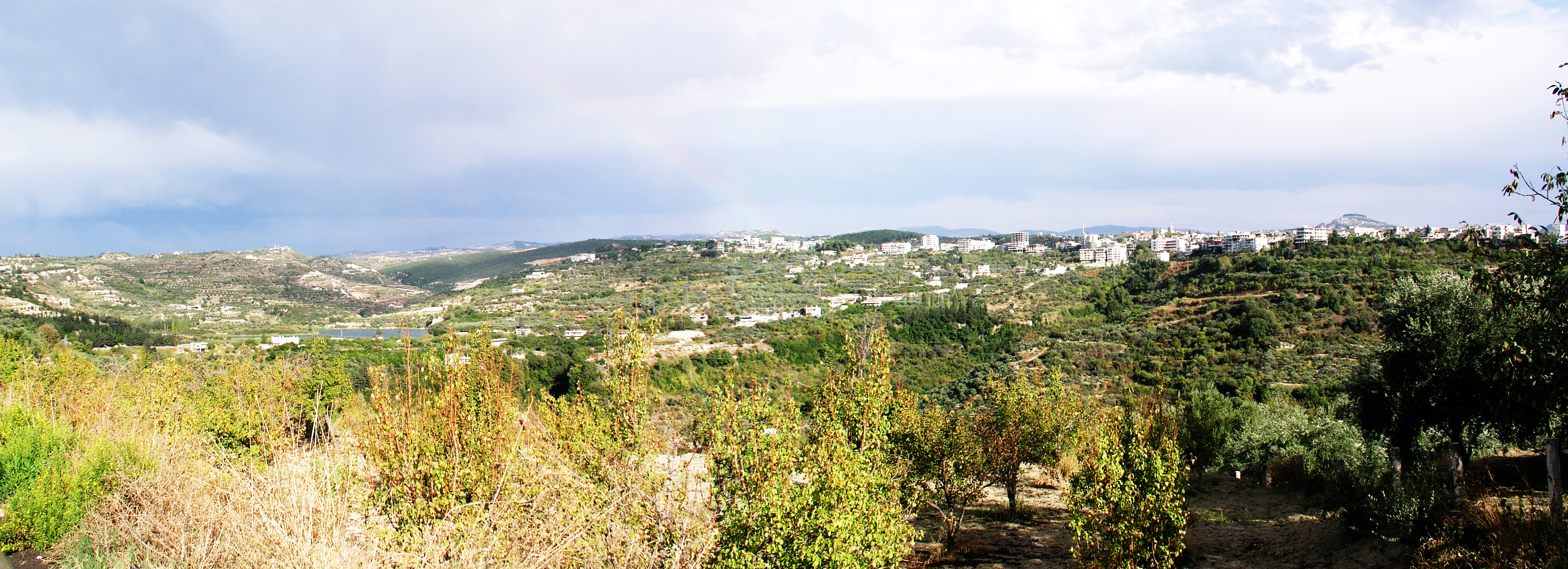
الحفه

الحفة (به عربی: الحفة) یک منطقهٔ مسکونی در سوریه است که در استان لاذقیه واقع شده‌است.

## خصوصیات
الحفة ۴٬۲۹۸ نفر جمعیت دارد و ۳۱۰ متر بالاتر از سطح دریا واقع شده‌است.